# Carnival Row
Ne doit pas être confondu avec Carnival Rock.
Carnival Row est une série télévisée fantastique américaine en 18 épisodes d'environ 55 minutes créée par René Echevarria et Travis Beacham, et diffusée entre le 30 août 2019 et le 17 mars 2023 sur Prime Video. La série est basée sur un script de Travis Beacham, qu'il destinait initialement au cinéma, mais qui n'a pas trouvé preneur sous cette forme.
Dans les pays francophones, la version doublée est disponible depuis le 22 novembre 2019.

## Synopsis
À la suite d'une guerre perdue par l'Alliance face au Pacte, de nombreux êtres féeriques ont fui le royaume de Tirnanoc et émigré chez leurs alliés de la république humaine de Burgue. Dans cette société victorienne, les Critchs (les non-humains : fées, faunes —péjorativement appelés pucks—, kobolds, centaures, loups-garous, trows, etc.) sont mal acceptés et accusés de tous les maux.
L'inspecteur Rycroft Philostrate, dit Philo, tente d'élucider une série de meurtres dans les environs de la rue nommée Carnival Row, située dans le quartier où se sont installés bon nombre de Critchs. La vie de Philo prend une nouvelle tournure lorsqu'il retrouve Vignette, une fée tout juste débarquée à Burgue, avec laquelle il avait créé un lien fort lorsqu'il était soldat de l'Alliance. La ville est également secouée par des luttes et des intrigues politiques intenses à l'Assemblée, comme dans la rue, qui ne manqueront pas de bouleverser les équilibres sociaux en présence.

## Distribution

### Acteurs principaux
- Orlando Bloom (VF : Denis Laustriat) : Rycroft « Philo » Philostrate [3]
- Cara Delevingne (VF : Nastassja Girard) : Vignette Stonemoss[4]
- Simon McBurney (VF : Vincent Violette) : Runyan Millworthe[5]
- David Gyasi (VF : Jean-Baptiste Anoumon) : Agreus Astrayon[6]
- Tamzin Merchant (VF : Adeline Chetail) : Imogen Spurnrose[6]
- Andrew Gower (en) (VF : François Santucci) : Ezra Spurnrose[7]
- Karla Crome (VF : Alice Taurand) : Tourmaline Larou[6]
- Arty Froushan (en) (VF : Thibaut Lacour) (1re voix, saison 1) puis (VF : Gauthier Battoue) (2e voix, saison 2) : Jonah Breakspear
- Indira Varma (VF : Marie Diot) : Piety Breakspear[6]
- Jared Harris (VF : Pierre-François Pistorio) : Absalom Breakspear[8]

Photos des acteurs principaux
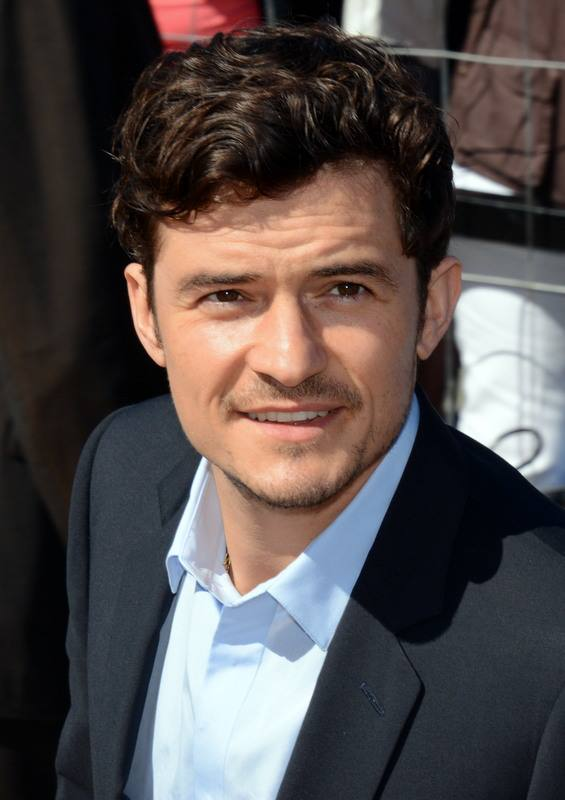
Orlando Bloom interprète Rycroft Philostrate
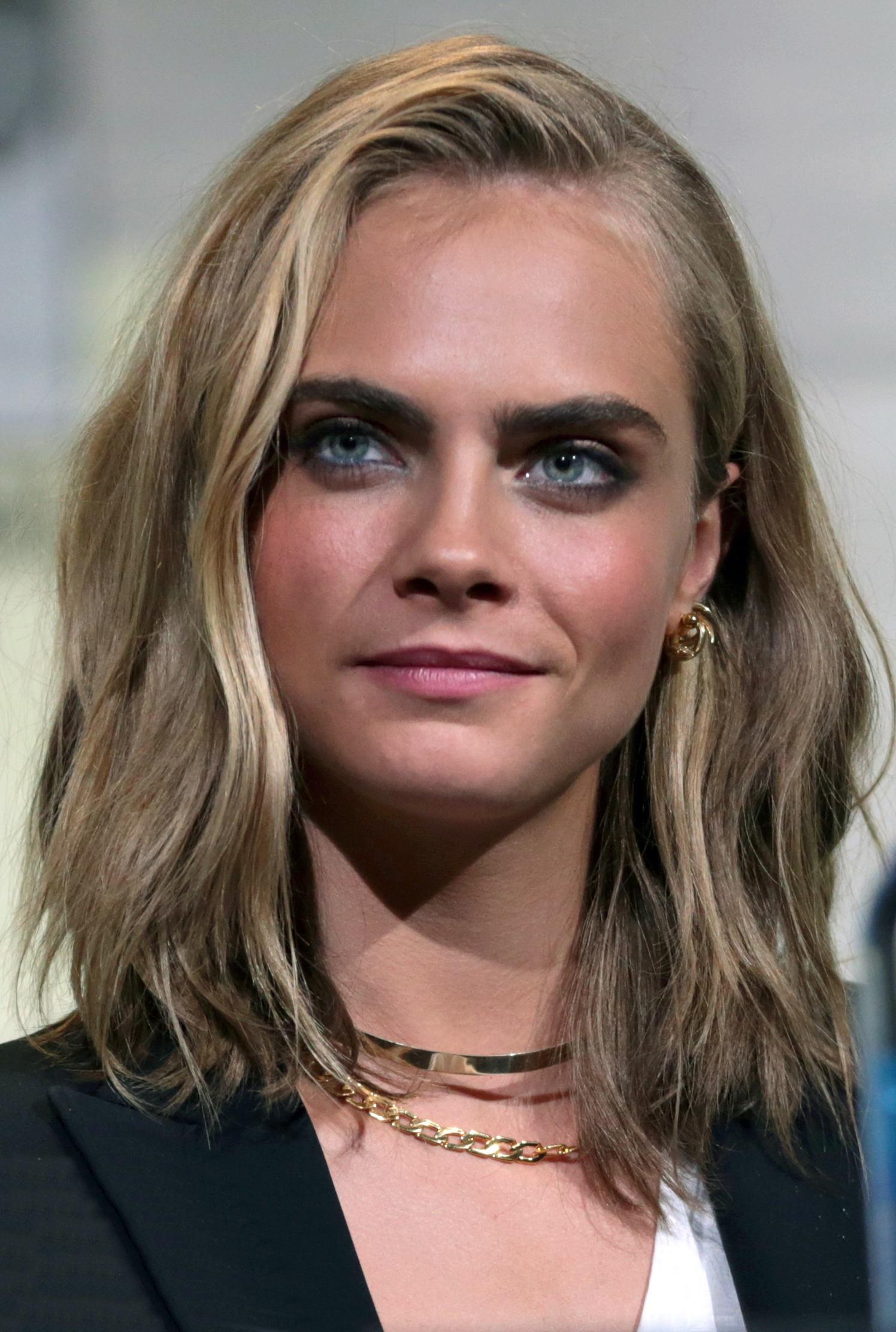
Cara Delevingne interprète Vignette Stonemoss
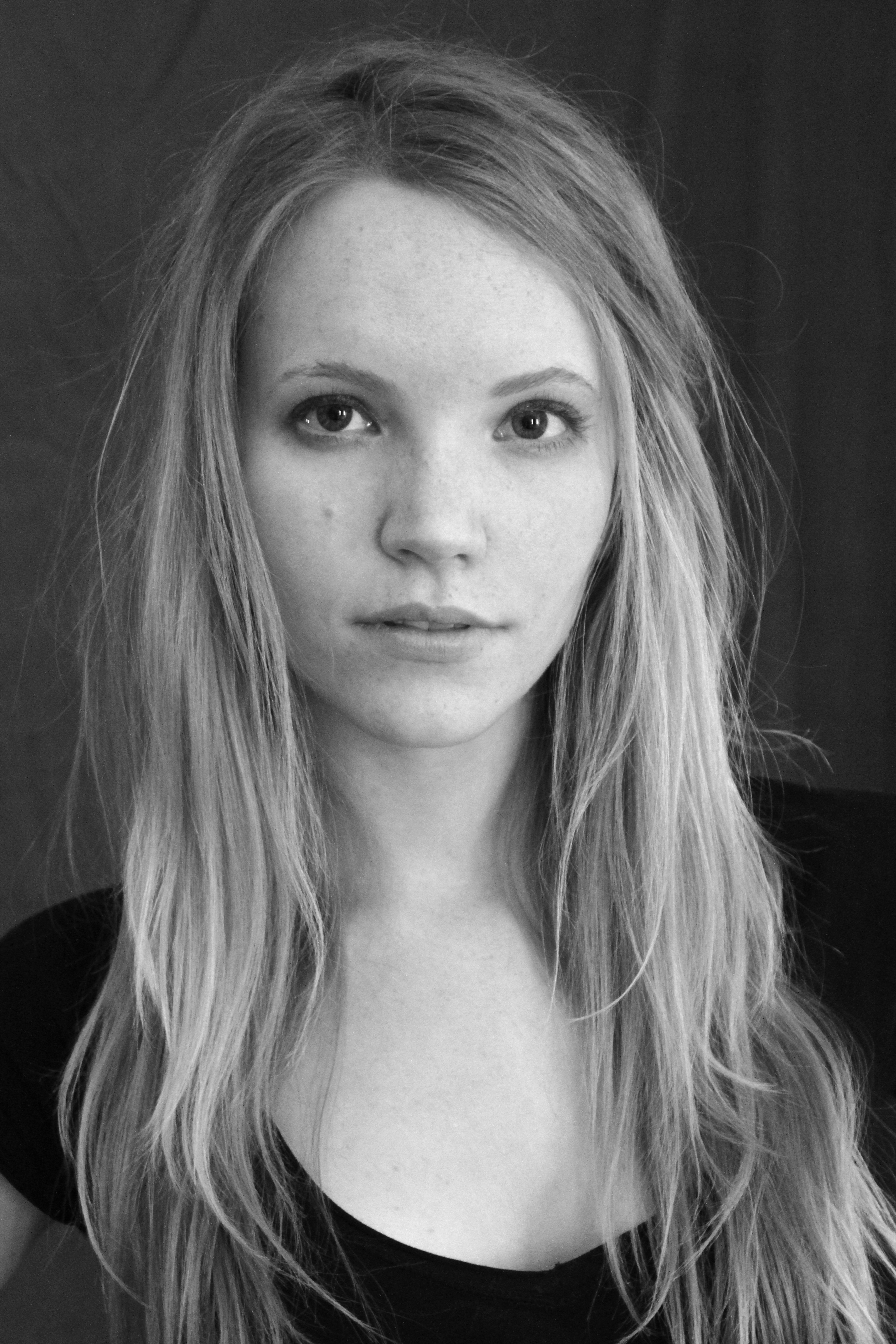
Tamzin Merchant interprète Imogen Spurnrose

### Acteurs récurrents et invités
- Caroline Ford (VF : Ingrid Donnadieu) : Sophie Longerbane
- Alice Krige (VF : Brigitte Bergès) : Aoife Tsigani[8]
- Ariyon Bakare (VF : Emmanuel Gradi) : Darius Sykes[9]
- Waj Ali (VF : Benjamin Gasquet) : l'officier Berwick
- Jamie Harris (VF : Frédéric Popovic) : Sergeant Dombey[7]
- Maeve Dermody (VF : Céline Melloul) : Portia Fyfe
- Tracey Wilkinson (VF : Anne Plumet) : Afissa
- Mark Lewis Jones (VF : Stéphane Bazin puis Fabrice de La Villehervé) : le magistrat Flute
- Leanne Best (VF : Armelle Gallaud) : Mme Moira
- Chloe Pirrie (VF : Jessica Monceau) : Dahlia
- Scott Reid (VF : Hervé Grull) : Quilliam « Quill »
- Erika Starkova : Aisling Querelle
- Joanne Whalley : Leonora

## Épisodes

### Première saison (2019)
1. Le mal se réveille (Some Dark God Wakes)
2. Aisling (Aisling)
3. Les Royaumes de la lune (Kingdoms of the Moon)
4. Union étrange (The Joining of Unlike Things)
5. Plus de larmes (Grieve No More)
6. La Fée esseulée (Unaccompanied Fae)
7. Le Monde à venir (The World to Come)
8. Le Crépuscule (The Gloaming)

### Deuxième saison (2023)
Le 27 juillet 2019, la série est renouvelée pour une deuxième saison. Cependant, la crise sanitaire perturbe totalement le calendrier, si bien que le tournage de la deuxième saison ne prend fin qu'en septembre 2021. Elle est diffusée à partir du 17 février 2023.
1. Lutter ou s'envoler (Fight or Flight)
2. La Nouvelle aurore (New Dawn)
3. La Main du martyr (The Martyr's Hand)
4. Le Cri du corbeau (An Unkindness of Ravens)
5. Le Couperet (Reckoning)
6. Péchés originels (Original Sins)
7. Unis (Kindred)
8. Facta non verba (Facta Non Verba)
9. Lignes de front (Battle Lines)
10. Carnival Row (Carnival Row)